# Alan Fudge
Alan Fudge (Wichita, 27 febbraio 1944 – Los Angeles, 10 ottobre 2011) è stato un attore statunitense.

## Carriera
Nel 1988 affianca Angela Lansbury nel film televisivo Volo KAL 007 - Alla ricerca della verità.

## Filmografia parziale

### Cinema
- Airport '75 , regia di Jack Smight (1975)
- Bug - Insetto di fuoco (Bug), regia di Jeannot Szwarc (1975)
- Complotto di famiglia (Family Plot), regia di Alfred Hitchcock (1976)
- Capricorn One, regia di Peter Hyams (1978)
- Airport '80 (The Concorde ... Airport '79), regia di David Lowell Rich (1979)
- Capitolo secondo (Chapter Two), regia di Robert Moore (1979)
- Frontiera (The Border), regia di Tony Richardson (1982)
- Brainstorm - Generazione elettronica (Brainstorm), regia di Douglas Trumbull (1983)
- Il migliore (The Natural), regia di Barry Levinson (1984)
- Ladro e gentiluomo (Breaking In), regia di Bill Forsyth (1989)
- Edward mani di forbice (Edward Scissorhands), regia di Tim Burton (1990)
- L'uomo che non c'era (The Man Who Wasn't There), regia di Joel Coen (2001)

### Televisione
- Gunsmoke – serie TV, episodio 17x16 (1972)
- Kojak – serie TV, episodio 1x05 (1973)
- Ghost Story – serie TV, episodio 1x08 (1974)
- Banacek – serie TV, episodi 1x03-2x02 (1974)
- Colombo (Columbo) – serie TV, episodio 3x05 (1974)
- Kung Fu – serie TV, episodio 2x12 (1974)
- Difesa a oltranza (Owen Marshall: Counselor at Law) – serie TV, episodio 3x14 (1974)
- Marcus Welby (Marcus Welby, M.D.) – serie TV, episodio 6x01 (1974)
- M*A*S*H – serie TV, episodio 4x09 (1975)
- La casa nella prateria (Little House on the Prairie) – serie TV, episodio 1x21 (1975)
- Charlie's Angels – serie TV, episodio 1x08 (1976)
- Barnaby Jones – serie TV, episodio 6x03 (1977)
- Wonder Woman – serie TV, episodio 2x18 (1978)
- Magnum, P.I. – serie TV, episodi 2x12-5x08 (1981)
- Sonno di ghiaccio (Wes Craven's Chiller), regia di Wes Craven – film TV (1985)
- Volo KAL 007 - Alla ricerca della verità (Shootdown), regia di Michael Pressman – film TV (1988)
- Autostop per il cielo (Highway to Heaven) – serie TV, episodi 4x15-5x06 (1989)
- Settimo cielo (7th Heaven) – serie TV, 27 episodi (1997-2007)
- The Office – serie TV, episodio 6x11 (2009)

## Doppiatori italiani
Nelle versioni in italiano delle opere in cui ha recitato, Alan Fudge è stato doppiato da:
- Gianni Marzocchi in Capricorn One, Top Secret
- Stefano Carraro ne La casa nella prateria
- Gigi Pirarba in Bug - Insetto di fuoco
- Gianfranco Bellini in Starsky & Hutch
- Paolo Poiret in Charlie's Angels
- Silvio Anselmo in Frontiera
- Manlio De Angelis ne Il migliore
- Saverio Moriones ne La signora in giallo (ep. 7x19)
- Carlo Bonomi in Volo KAL 007 - Alla ricerca della verità
- Carlo Baccarini in Settimo cielo (st 1-10)
- Oreste Rizzini in Settimo cielo (st. 11)
- Toni Orlandi ne La signora in giallo - Appuntamento con la morte
- Raffaele Uzzi in The District (ep. 1x15)
- Wladimiro Grana ne L'uomo che non c'era
- Giovanni Petrucci in The Closer
- Claudio Ridolfo in How I Met Your Mother
- Ambrogio Colombo in Volo KAL 007 - Alla ricerca della verità (ridoppiaggio)